# 1378
Пізнє Середньовіччя •  Відродження •  Реконкіста •  Ганза •  Столітня війна •  Монгольська імперія

## Геополітична ситуація
Державу османських турків очолює султан Мурад I (до 1389). Імператором Візантії є Андронік IV Палеолог (до 1379). Вацлав IV є королем Богемії та Німеччини. У Франції королює Карл V Мудрий (до 1380).
Апеннінський півострів розділений: північ належить Священній Римській імперії, середню частину займає Папська область, південь належить Неаполітанському королівству. Деякі міста півночі: Венеція, Піза, Генуя тощо, мають статус міст-республік. Триває боротьба гвельфів та гібелінів.
Майже весь Піренейський півострів займають християнські Кастилія і Леон, де править Енріке II (до 1379), Арагонське королівство та Португалія під правлінням Фернанду I (до 1383). Під владою маврів залишилися тільки землі на самому півдні.
Річард II править в Англії (до 1400). Королем Швеції є Альбрехт Мекленбурзький (до 1389). У Польщі та Угорщині королює Людвік I Великий (до 1382). У Литві княжить Ягайло (до 1381).
Руські землі перебувають під владою Золотої Орди. Триває війна за галицько-волинську спадщину між Польщею та Литвою.
У Києві княжить Володимир Ольгердович (до 1394). Володимирське князівство очолює московський князь Дмитро Донський.
Монгольська імперія займає більшу частину Азії, але вона розділена на окремі улуси. На заході євразійських степів править Золота Орда, що переживає період Великої Зам'ятні. У Семиріччі владу утримує емір Тамерлан. Іран роздроблений, окремі області в ньому контролюють родини як монгольського, так і перського походження.
У Єгипті владу утримують мамлюки, а Мариніди у Магрибі. У Китаї править династії Мін. Делійський султанат є наймогутнішою державою Індії. В Японії триває період Муроматі.
Цивілізація мая переживає посткласичний період. У долині Мехіко склалася цивілізація ацтеків. Почала зароджуватися цивілізація інків.

## Події

Велика західна схизма. Показано території, що підтримували римських та авіньйонських пап.

- Московський і володимирський князь Дмитро Донський дав відсіч вторгненню ординців.
- Ханом Білої Орди став Тохтамиш.
- 27 березня помер папа римський Григорій XI. 8 квітня, остерігаючись того, що 16 кардиналів, 11 з яких були французами, виберуть папу-француза, римляни вчинили тиск на конклав і понтифіком було обрано Бартоломео Пріньяно (Урбан IV). Однак через три місяці французи оголосили вибори в Римі недійсними й у місті Фонді обрали папою Роберта Женевського, що взяв ім'я Клемент VII. Резиденцією нового папи став Авіньйон. Обидва папи наполягали на законності саме свого обрання, піддавали анафемі прихильників іншого і наділяли своїх підлеглих одними й тими ж постами у церковній ієрархії. Почалась Велика схизма, що розколола західнохристиянський світ на два, а в 1409 — на три, табори. Вона тривала аж до 1417 року.
- Помер імператор Священної Римської імперії Карл IV Люксембург. Трон Богемії успадкував його син Вацлав IV, а титул імператора залишився без власника на кілька десятиріч.
- Король Франції Карл V Мудрий відібрав Бретань у Жана Монфора, що викликало повстання в області.
- У Флоренції повстали чесальники вовни чомпі. Як наслідок уперше в історії в європейському уряді отримали представництво всі верстви суспільства.
- Розпочалася війна Кйоджі між Венецією та Генуєю.
- Війна восьми святих між Папською державою та Флоренцією завершилася виплатою флорентійцями 230 тисяч флоринів і зняттям з них інтердикту.
- Турки захопили болгарське місто Іхтіман.
- У східній частині сучасної території Туреччини виникла держава Ак-Коюнлу.
- Віджаянагара анексувала Мадурай.

## Померли
- 29 листопада — В Празі у віці 62-х років помер чеський король, імператор Священної Римської імперії Карл IV.